# Quercus wislizeni
Quercus wislizeni A.DC. è un albero appartenente alla famiglia delle Fagacee, originario della California e del Messico settentrionale.

## Descrizione
Le foglie sempreverdi, dal colore verde scuro, sono generalmente piccole, sono lunghe dai 2,5 ai 7 cm  e larghe da 2 a 5 cm. I fiori sono amenti. Le ghiande sono lunghe 1–2 cm e maturano 18 mesi dopo la fioritura.

## Distribuzione e habitat
Cresce in vaste aree della California negli Stati Uniti e della Bassa California settentrionale messicana.
Di solito si trova ai piedi delle colline e alle basse altitudini della Sierra Nevada, ma è anche diffusa lungo la catene costiere del Pacifico e nelle San Gabriel Mountains.